# Генрих II фон Штаде
Генрих II фон Штаде (ок. 1102 — 4 декабря 1128) — маркграф Северной марки с 1115 года. Сын Удо III фон Штаде и его жены Ирменгарды фон Плёцкау, дочери графа Дитриха. Граф Штаде под именем Генрих IV с 1106 года.
В 1115 году получил в лен Северную марку, которой до этого владел его дядя Рудольф, попавший в опалу к императору и отстраненный от должности.
В 1123 году выступил против герцога Саксонии, но вскоре заключил с ним мир.
Умер в 1128 году, не оставив потомства. Был женат на Адельгейде, сестре Альбрехта Медведя. Овдовев, она вышла замуж за Вернера фон Вертхейм, графа Остербурга.